# 燕子湖 (青海)
燕子湖是一个位于中国青海省格尔木县的湖泊，面积约为30平方千米。为藏北内流区湖泊，中国湖泊名称代码为T63F309。